# Fakt (Waschmittel)
Fakt war eine Marke für Waschmittel von Henkel. Es kam im Frühjahr 1968 in den Handel und erreichte in Deutschland bereits im November 1968 einen Marktanteil von 15 %. Es war das erste biologisch aktive Vollwaschmittel. Es enthielt biotechnologisch aus Mikroorganismen gewonnene Enzyme, die auch starken Schmutz, Fettspritzer oder Blutflecken auflösen konnten.